# بنو قشير
بنو قشير قبيلة عربية هوازنية قيسية كانت تسكن نجد والحجاز، وهم أحد فروع بنو كعب.

## نسبهم
هم بنو قشير بن كعب بن ربيعة بن عامر بن صعصعة بن معاوية بن بكر بن هوازن بن منصور بن عكرمة بن خصفة بن قيس عيلان بن مضر بن نزار بن معد بن عدنان.

## فصائل قُشَير بن كعب
بَنو سلمة الخير وفيها الشَرَفُ والعَدَد، والأعوَرُ بن لبيُنَى وهي بنْتُ الوحيد بن كلاب، وسلمةُ الشَرِ، ومعاويةُ وهما للقُشيريّةِ، ومُرّةُ. فهؤلاء بنو قُشَير.
فولدُ سلمةِ الخير: عُبد الله وقَرظ وعَامرٌ «ومنهم» قُرّة بن هَبَيْرَةَ ابن بن سلمة الخير بن قُشَير. قبائل أمَ دهرٍ وأبزهُم سلمة الخير: الرُقَادُ، وسُمْير وزُفَرُ هم بنُو سَلمة وأمهُم أمُ دَهُرٍ.
قبائل عبد الله بن سلمة: قِراسُ فِرَاسُ، نَفَرُ غبن عُقْيدة بالحَباحي، عْرضٌ من أعراضهم بالفلجْ جَنَوبيه، وصَدِّاءُ عرض من أعراضهم أيضاً، وصداء فيه ماءٌ أيضاً، ومُرَارَةٌ وسَوادَةٌ وبَحيرٌ - وزن فعيل - وهم يُم[بحاجة لمصدر]
فصائل مالك بن سلمة الخير بن قشير:
سُعَيْرٌ وهو سُعَيْرِيُّ، رهط عبّاسِ بن النُسَيُرِ، وحَزْنٌ، وعَامر ومعاوية، والحُرُّ، وصقَرْ، وضمرةٌ، ومَعزا، وعدد هؤلاء في عَامرٍ، ثُم من عامرٍ في نُبيَطٍ، رهَطُ الصمةِ بن عبد الله[بحاجة لمصدر]
فصائلُ مُعاوية بن قُشيرٍ: عَبيدةٌ، وخُزَيمةُ، ومُريحِ، وسَامةٌ 74 فصائلُ مُعاوية بن قُشيرٍ: عَبيدةٌ، وخُزَيمةُ، ومُريحِ، وسَامةٌ
فصائل الأعورِ بن قُشير من ولد لُبَيَنْيَ: حُصَيْن، ومُشنَجٌ وبَيُهس، وعاصمٌ. قبائل سلمة الشَرّ وهم: لُبيْنَى أوس - رهط مُريزيق الغَواني الشاعر وقَيْسٌ وحُبَيْبٌ
لُبَيْنَى بنت الوحيْد بن كلاب، كانت عنْد قُشَير بن كعب، فَولدْت سلمة الشَرّ «وهو» دثوْن سلمة الخيرِ ولدتِ الأعور: فبنو لُبَينَى هما ولَدُ هَذين. بطون سلمى الشرّ: حُبَيْبٌ، وقَيسٌ، وأوسٌ.
فصائل العور: مُثَنَّجٌ، وبَيْهَسٌ، وعاصِمٌ، وحُصين، وكانت عند قشير أيضاً، القُشِيْريّةُ من بجيلة، فولدت سَلَمة الخير.وفيه العزُّ والعَددُ، ومُعاوية، وقُرة. فهؤلاء بنو قُشير خمسة: إبنانِ لأم، وثلاثة لأم[بحاجة لمصدر]
وبنو قشير بن كعب كما أوردهم ابن خلدون في الجزء الأول من تاريخه، قال:
منهم مرة بن هبيرة بن عامر بن مسلمة الخير بن قشير وفد على النبي صلى الله عليه وسلم فولاه صدقات قومه.
وكلثوم بن عياض بن رصوح بن الأعور بن قشير الذي ولي أفريقية وابن أخيه بلخ بن بشر.
ومن بني قشير بخراسان أعيان.
منهم أبو القاسم القشيري صاحب "الرسالة القشيرية"
ومنهم عريسة الأندلس "بنو رشيق" ملكها منهم عبد الرحمن بن رشيق وأخرج منها ابن عمارة.
ومنهم الصمة القشيري بن عبد الله من الشعراء المخضرمين وشعراء الحماسة.
وفي المزهر، قال ابن السكيت: باب ما أتى مثنى من الأسماء لاتفاق الاسمين... وفي بني قُشير سَلَمتان: سَلَمة بن قُشَير وهو سَلَمة الشرّ، وسَلَمة بن قُشَير وهو سَلَمة الخير، وفيهم العَبْدان: عبد اللّه بن قُشير وهو الأعور، وعبد اللّه بن سَلمة بن قُشير وهو سَلمة الخير، وفي عُقَيلٍ رَبيعتان: ربيعة بن عقيل، وربيعة بن عامرٍ بن عقيلٍ، والعَوْفان في سعدٍ: عوْف بن سعد، وعوْف بن كعب بن سعد، والمالكان: مالك بن زيد ومالك بن حَنْظلة، والعُبَيْدَتان: عُبيدة بن معاوية بن قُشير، وعُبيدة بن عمرو بن معاوية.[بحاجة لمصدر]
ومن ذكر بني عامر في نهاية الارب في معرفة انساب العرب:
بنو قشير بطن من عامر بن صعصعة من هوازن من العدنانية وهم بنو قشير بن كعب بن ربيعة بن عامر بن صعصعة ومنهم قرة بن هبيرة رضي الله عنه
عبيدة: بطن من معاوية بن قشير. كانوا يقيمون بالعارض بنجد
ومن بني حيدة بن قشير:
كندير بن سعيد بن حيدة بن قشير القشيري، وقيل: المزني. كذا نسبه ابن منده وأبو نعيم، مختلف في صحبته، قيل: له رؤية، ولأبيه صحبة.[بحاجة لمصدر]
قرَّة: بطن من قشير.
ومن كتاب ابن العديم بغية الطلب في تاريخ حلب، قال النسابة عن بني قشير: ثم قبائل الأعور بن قشير بنو عبد الله الأعور، وبنو حصن، وبنو قرط، وبنو عامر، وبنو مسلح، فهذه قبائل عامر بن الأعور، وبنو بيهس، وبنو عاصم بن عامر. فمن بني بيهس آل زياد وهم يتفخذون وأفخاذهم القاطنون بشط الفرات يعرفون بالشطيين، وهم أهل مدر لا وبر، ومواليهم إلى اليوم بها ولهم بأرض خراسان خلق كثير وهم من ولد زيد بن عبد الرحمن بن عبد الله بن هبيرة ابن زفر بن عبد الله بن الأعور بن قشير، وكان عمر بن عبد العزيز ولاه خراسان بأسرها فولده هناك أهل مدر ووبر، ولهم بأرض العرب خلق كثير أهل مدر لا وبر وهم ولد كلثوم بن عياض بن وحوح بن قشير بن الأعور بن قشير بن كعب ولي لهشام بن عبد الملك أفريقية فولده هناك، ولهم خراسان بنيسابور وبسرخس خلق كثير منهم ولد زرارة بن عمر بن شمس بن سلمة كان ولي خراسان للوليد بن عبد الملك وعظم بها قدره، فولده هناك إلى اليوم أهل مدر لا وبر، ولهم بأرض الشام خلق، بالشام بأرض حلب بحموص وعار وما وإلى تلك الأرض أهل مدر لا وبر، وتعرف تلك الأرض بنقرة قشير، ومنهم متفرقون في البلاد بالجزيرة وغيرها من الأرض.[بحاجة لمصدر]
ومن آل زياد القشيريين الشطيين جعبر القشيري الذي تنسب إليه قلعة جعبر، وكانت أولاً تعرف بقلعة دوسر، وكان جعبر هذا يقطع الطريق، وجمع في قلعة جعبر أموالاً جليلة كثيرة، وقتل في سنة أربع وستين وأربعمائة بحيلة ومكيدة تمت عليه، ويقال أنه عمي قبل أن يموت، وصات القلعة بعده إلى ولده سابق ابن جعبر القشيري، فسلك مسلك أبيه في الفساد وقطع الطريق، فلما اجتاز السلطان ملك شاه بقلعة جعبر وهو متوجه إلى حلب فأنهي إليه سوء سيرته وما هو عليه من الفساد فقبضه وقتله، ولما تسلم قلعة حلب من من سالم بن مالك بن بدران العقيلي عوضه عنها بقلعة جعبر[بحاجة لمصدر]
كما اورد المؤلف عمر كحالة في كتابه تحت بند قشير بن كعب
قشير بن كعب: بطن من عامر ابن صعصعة، من هوازن، من العدنانية، وهم: بنو قشير بن كعب بن ربيعة بن عامر ابن صعصعة بن معاوية بن بكر بن هوازن ابن منصور بن عكرمة بن خصفة بن قيس ابن عيلان. وفيه عدة أفخاذ.
من ديارهم: قرن، دارة واسط، وفلج ومن جبالهم: أدفية، الينكير، والرَّيث.
ومن أديتهم: مخمرَّ عنان وبرك.
ومن مياههم: أبترة، قنا، المصحبية، الصليعية، الصليبة السديرة، حلبان تيماسة، الشباك شعبعب وعرفجاء ومن أيامهم: يوم سفوان لجعدة، وقشير على النعمان بن المنذر، ولخم، ووقعة بسيان، وهو جبل بين بني قشير وبني أسد، انتصرت فيها بنو قشير.[بحاجة لمصدر]
لبنى: بطن من قشير
مريح: بطن يعرف ببو مريح، من معاوية بن قشير. كان يقيم بالعارض
من كتاب جمهرة أنساب العرب لابن حزم عن بني قشير:[بحاجة لمصدر]
بنو قشير بن كعب بن ربيعة بن عامر بن صعصعة
ولد قشير بن كعب: ربيعة: ومعاوية؛ وسلمة الخير: أمهم الخنساء بنت علي بن ثعلبة بن بجيلة؛ وسلمة الشر؛ والأعور؛ وقرط؛ ومرة. منهم: مالك ذو الرقيبة بن سلمة الخير بن قشير، الذي أسر حاجب بن زرارة يوم جبلة؛ وبيحرة بن فراس بن عبد الله بن سلمة الخير بن قشير، يقال إنه نخس ناقة النبي -صلى الله عليه وسلم-، فلعنه؛ وهبيرة بن عامر بن سلمة الخير، أسر المتجردة امرأة النعمان؛ فلما عرفها أطلقها؛ وابنه قرة بن هبيرة، وفد على رسول الله -صلى الله عليه وسلم- فولاه صدقات قومه؛ وكان له من الولد حبيب، والطفيل؛ ومن ولده "الصمة القشيري" بن عبد الله بن الطفيل بن قرة بن هبيرة الشاعر، الذي يقول:[بحاجة لمصدر]
وأذكر أيام الحمى ثم أنـثـنـي على كبدي من خشية أن تَصَّدَعا
فليست عشيات الحمى برواجـعٍ عليك ولكن خلِّ عينيك تدمعـا
ووحشي بن الطفيل بن قرة؛ وزرارة بن عقبة بن سمير بن سلمة الخير، ولي خراسان؛ وولده بنيسابور؛ وبكر بن محمد بن العلاء بن يحيى بن زياد بن الوليد ابن الجهم بن مالك بن ضمرة بن عروة بن شنوءة بن سلمة الخير بن قشير، القاضي المالكي؛ وحيدة بن معاوية بن حيدة بن قشير، له صحبة: وابن ابن ابنه بهز بن حكيم بن معاوية بن حيدة، روى عنه؛ وزياد بن عبد الرحمن بن عبد الله ابن هبيرة بن زفر بن عبد الله بن الأعور بن قشير، ولاه عمر بن عبد العزيز -رحمه الله- خراسان؛ وجياش بن قيس الأعور بن قشير، شهد يوم اليرموك فيقال إنه قتل بيده ألف نصراني، وقطعت رجله يومئذ؛ والفقيه الإمام مسلم بن الحجاج النيسابوري؛ وكلثوم بن عياض بن وحوح بن قيس بن الأعور بن قشير؛ وابن أخيه بلج بن بشر بن عياض، الذي ولي الأندلس.
ودار بني قشير بالأندلس: جِيّان؛ ومنهم بإلبيرة عدد.[بحاجة لمصدر]